# Otostigmus oatesi
Otostigmus oatesi är en mångfotingart som beskrevs av Kraepelin 1903. Otostigmus oatesi ingår i släktet Otostigmus och familjen Scolopendridae.
Artens utbredningsområde är Myanmar. Inga underarter finns listade i Catalogue of Life.